# Olivia Newton-John
Olivia Newton-John (ur. 26 września 1948 w Cambridge, zm. 8 sierpnia 2022 w Santa Ynez) – australijsko-brytyjska piosenkarka, autorka tekstów, aktorka i businesswoman; dame.

## Życiorys
Urodziła się 26 września 1948 w Cambridge. Była córką Brinleya „Bryna” Newton-Johna (1914–1992) i Irene Helene (z domu Born; 1914–2003). Jej ojciec urodził się w Walii, w rodzinie należącej do klasy średniej, był oficerem MI6 i brał udział w pracach nad Enigmą oraz aresztował Rudolfa Heßa. Matka urodziła się w Niemczech i wraz z rodziną przybyła do Wielkiej Brytanii w 1933, aby uciec przed reżimem nazistowskim.  Dziadkiem Olivii był Max Born, nagrodzony Nagrodą Nobla niemiecki fizyk pochodzenia żydowskiego, a babka (Hedwig) była córką żydowskiego prawnika Victora Ehrenberga i jego żony, Elise Marii von Jhering, córki Rudolfa von Jheringa. Wujem Olivii był farmakolog Gustav Victor Rudolf Born, a poprzez linię Ehrenbergów, artystka była trzecią kuzynką komika Bena Eltona. Olivia wychowywała się ze starszą siostrą, Roną, a kiedy miała sześć lat, wyemigrowała z rodziną do Australii, gdzie jej ojciec podjął pracę jako profesor języka niemieckiego na uniwersytecie w Melbourne. Jako nastolatka występowała w lokalnych kafejkach.
W 1974 powróciła do Anglii i, reprezentując Wielką Brytanię z utworem „Long Live Love”, zajęła czwarte miejsce w finale 19. Konkursu Piosenki Eurowizji. Następnie wyjechała do Stanów Zjednoczonych, gdzie prowadziła własny program w telewizji ABC. Największą popularność zdobyła dzięki zagraniu głównej roli żeńskiej, skromnej, dobrze wychowanej i nieco naiwnej nastolatki Sandy Olsson w musicalu Grease (1978) z Johnem Travoltą. Na potrzeby ścieżki dźwiękowej do filmu nagrała m.in. przebojowe piosenki „Summer Nights” i „You’re the One that I Want” oraz balladę „Hopelessly Devoted to You”, za którą była nominowana do Nagrody Grammy za najlepszy wokalny występ kobiecy pop.
W 1979 została Oficerem Orderu Imperium Brytyjskiego za zasługi w muzyce i filmie. Kolejnym ważnym filmem muzycznym w jej karierze było Xanadu (1980).

### Choroba i śmierć
W 1992 przeszła operację raka piersi, po której propagowała profilaktykę i leczenie tej choroby. W 2017 zachorowała na raka po raz trzeci.
Zmarła 8 sierpnia 2022 na swoim ranczu w Południowej Kalifornii w otoczeniu rodziny i przyjaciół. Państwowa uroczystość ku jej czci odbyła się pół roku później, 26 lutego 2023 w Melbourne.

## Życie prywatne
Miała córkę Chloe Rose Lattanzi (ur. w 1986), której ojcem był pierwszy mąż – aktor Matt Lattanzi. Drugim mężem Olivii był John Easterling, którego poślubiła w 2008.

## Dyskografia
- If Not for You (1971)
- Olivia (1972)
- Let Me Be There/Music Makes My Day (1973)
- Long Live Love (1974)
- If You Love Me, Let Me Know (1974)
- Have You Never Been Mellow (1975)
- Clearly Love (1975)
- Come on Over (1976)
- Don’t Stop Believin (1976)
- Making a Good Thing Better (1977)
- Totally Hot, Grease (1978)
- Physical (1981)
- Soul Kiss (1985)
- The Rumour (1988)
- Warm and Tender (1989)
- Gaia (1994)
- Back with a Heart (1998)
- Tis the Season (2000) (z Vincem Gillem)
- Indigo: Women of Song (2004)
- Stronger Than Before (2005)
- Grace and Gratitude (2006)
- Christmas Wish (2007)
- A Celebration in Song (2008)

## Filmografia
- 1965: Funny Things Happen Down Under
- 1978: Grease jako Sandy Olsson
- 1980: Xanadu jako Kira
- 1983: W swoim rodzaju jako Debbie Wylder

## Odznaczenia i wyróżnienia
- 1979 Oficer Orderu Imperium Brytyjskiego (OBE), z rąk królowej Elżbiety II[11]
- 1981 Hollywood Walk of Fame[12]
- 1990 Ambasador Dobrej Woli Organizacji Narodów Zjednoczonych, program: Nations Environment Programme[11]
- 1998 Nagroda humanitarna „Cadillac Concept Humanitarian Award” w dziedzinie zwalczania raka piersi[13]
- 1999 Czerwony Krzyż, Nagroda Humanitarna za promowanie prewencji raka piersi i pracę w ochronie środowiska[13]
- 1999 Women’s Guild of Cedar-Sinai Hospital – Nagroda „Kobieta XXI Wieku” za promowanie prewencji raka piersi i pracę w ochronie środowiska[13]
- 2000 Environmental Media Association – „Międzynarodowa Nagroda im. Ermenegildo Zegna w Ochronie Środowiska” za pracę w uświadamianiu publicznym tematymi skażenia środowiska[13]
- 2000 Rainforest Alliance – Nagroda Green Globe w Sztuce i Naturze za jej wkład w konserwację lasu tropikalnego[13]
- 2002 Australian Recording Industry Association – wpisanie do Australian Music Hall of Fame[14]
- 2006 Australia Day at Penfolds Black Tie Gala – Nagroda Lifetime Achievement[15]
- 2006 Decatur Memorial Hospital (Illinois, USA) – Nagroda Humanitarna[16]
- 2006 Kawaler Order of Australia (AO) za zasługi w muzyce, filmie, prewencji raka piersi, ochronie środowiska, edukacji, kształceniu i promowaniu działalności badawczych (ang. „service to the entertainment industry as a singer and actor, and to the community through organisations supporting breast cancer treatment, education, training and research, and the environment”)[11]
- 2007 American Australian Association Black Tie Gala – Nagroda Lifetime Achievement[17]
- 2007 Kimmel Center (Filadelfia, USA) – Nagroda Chluby (Valor Award) za skuteczne zbieranie funduszy na rzecz prewencji raka piersi[18]
- 2008 Project Angel Food – Nagroda Twórcy Projektu im. Marianne Williamson za całokształt uświadamiania problemu raka piersi[19]

## Nagrody w muzyce i filmie

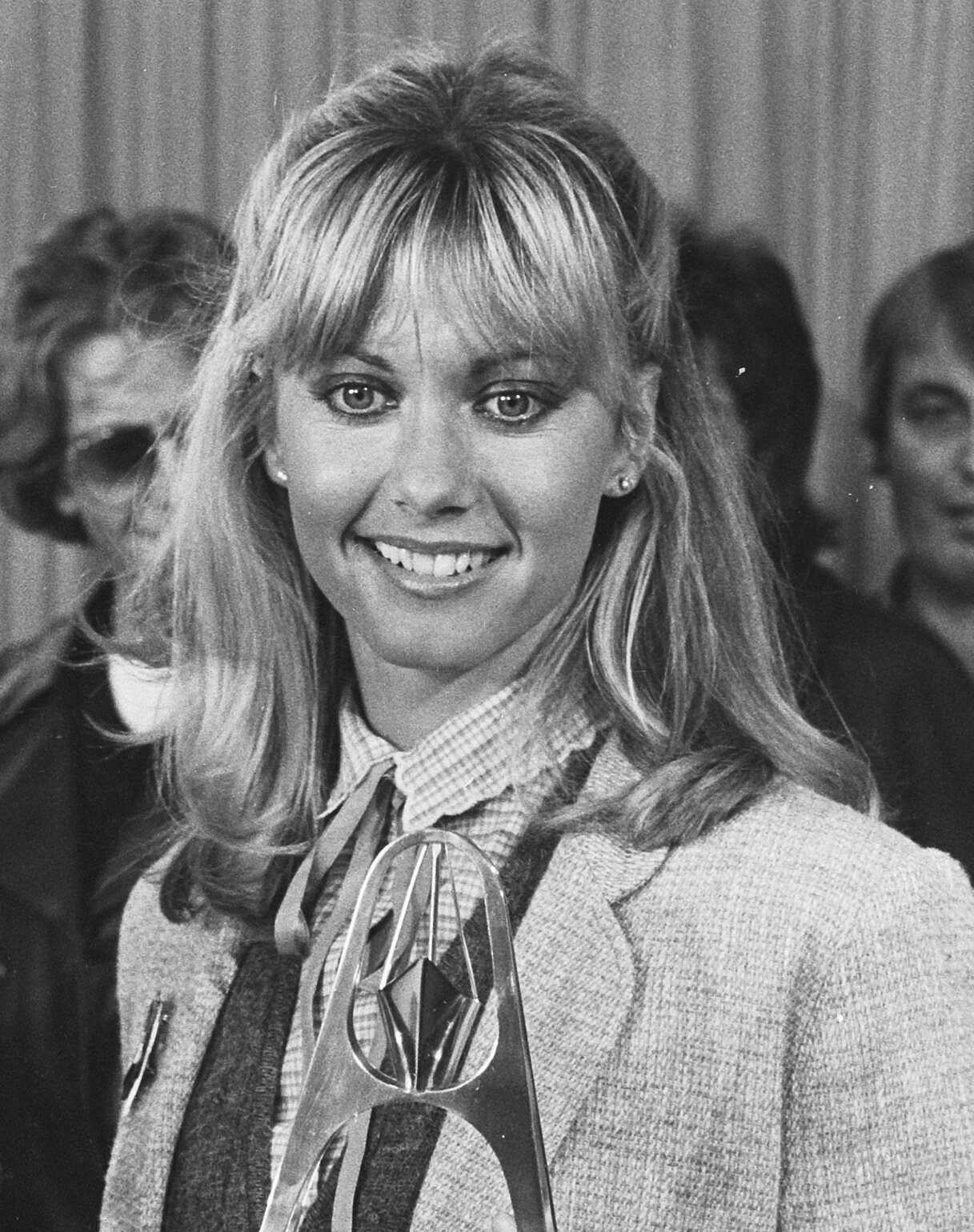
Olivia Newton-John w 1978

Nagrody Academy of Country Music (ACM)
Wygrane:
- 1973 – Most Promising Female Vocalist

Nominacje:
- 1974 – Top Female Vocalist

Nagrody AGVA
- 1974 – Rising Star of the Year

Nagrody American Music
Wygrane:
- 1974 – Favorite Album – Country: „Let Me Be There”
- 1974 – Favorite Female Artist – Country
- 1974 – Favorite Female Artist – Pop/Rock
- 1974 – Favorite Single – Pop/Rock: „I Honestly Love You”
- 1975 – Favorite Album – Pop/Rock: „Have You Never Been Mellow”
- 1975 – Favorite Female Artist – Country
- 1975 – Favorite Female Artist – Pop/Rock
- 1976 – Favorite Female Artist – Pop/Rock
- 1978 – Favorite Album – Pop/Rock: „Grease”
- 1982 – Favorite Female Artist – Pop/Rock

Nominacje:
- 1975 – Favorite Album – Country: „Have You Never Been Mellow”
- 1979 – Favorite Female Artist – Pop/Rock
- 1980 – Favorite Female Artist – Pop/Rock

Nagrody Australian Recording Industry Association (ARIA)
Wygrane:
- 1999 – Highest Selling Album: „Highlights From The Main Event”

Nominacje:
- 1999 – Best Adult Contemporary Album: „Highlights From The Main Event”

Nagrody Billboarda
- 1974 – Top Pop Singles Artist (Female)
- 1975 – Top Pop Albums Artist (Female)
- 1976 – Top Adult Contemporary Artist
- 1979 – Top Soundtrack: „Grease”
- 1982 – Top Pop Single: „Physical”
- 1982 – Top Pop Singles Artist
- 1982 – Top Pop Singles Artist (Female)
- 1997 – Top Pop Catalog Album: „Grease”
- 1998 – Top Pop Catalog Album: „Grease”

Nagrody Cashbox
- 1974 – No.1 New Female Vocalist, Singles
- 1975 – No.1 Female Vocalist, Singles
- 1975 – No.1 Female Vocalist, Albums

Country Music Association (CMA) Awards
Wygrane:
- 1974 – Female Vocalist of the Year

Nominacje:
- 1974 – Album of the Year – „If You Love Me Let Me Know”
- 1974 – Entertainer of the Year
- 1974 – Single of the Year – „If You Love Me (Let Me Know)”

Daytime Emmy Awards
- 1999 – Outstanding Original Song – „Love Is A Gift”

Nagrody Grammy
Wygrane:
- Nagroda Grammy 1973 – Grammy Award for Best Female Country Vocal Performance: „Let Me Be There”
- Nagroda Grammy 1974 – Grammy Award for Record of the Year: „I Honestly Love You”
- Nagroda Grammy 1974 – Grammy Award for Best Female Pop Vocal Performance: „I Honestly Love You”
- Nagroda Grammy 1982 – Grammy Award for Video of the Year: „Olivia Physical”

Nominacje:
- Nagroda Grammy 1975 – Grammy Award for Best Female Pop Vocal Performance: „Have You Never Been Mellow”
- Nagroda Grammy 1978 – Grammy Award for Album of the Year: Grease
- Nagroda Grammy 1978 – Grammy Award for Best Female Pop Vocal Performance: „Hopelessly Devoted to You”
- Nagroda Grammy 1980 – Grammy Award for Best Female Pop Vocal Performance: „Magic”
- Nagroda Grammy 1981 – Grammy Award for Best Female Pop Vocal Performance: „Physical”
- Nagroda Grammy 1982 – Grammy Award for Best Female Pop Vocal Performance: „Heart Attack”
- Nagroda Grammy 1983 – Grammy Award for Best Long Form Music Video: Olivia In Concert
- Nagroda Grammy 1984 – Grammy Award for Best Short Form Music Video: Twist Of Fate

Nagrody National Association of Retail Merchandisers (NARM)
- Best Selling Album by a Female Country Artist: „If You Love Me, Let Me Know”
- Best Selling Album by a Female: „If You Love Me, Let Me Know”

Nagrody People’s Choice
- 1975 – Favorite Female Musical Performer[26]
- 1977 – Favorite Female Musical Performer[27]
- 1979 – Favorite Female Musical Performer[28]
- 1979 – Favorite Motion Picture Actress[28]

Nagrody Record World
- 1974 – Top Most Promising Country Albums Artist (Female)
- 1974 – Top Most Promising Country Singles Artist (Female)
- 1974 – Top Pop Female Vocalist (Albums)
- 1974 – Top Pop Female Vocalist (Singles)
- 1975 – Top Country Female Vocalist (Albums)
- 1975 – Top Pop Female Vocalist (Albums)
- 1975 – Top Pop Female Vocalist (Singles)
- 1976 – Top Country Female Vocalist (Albums)
- 1976 – Top Pop Female Vocalist (Albums)